# Playa Jeremi
Playa Jeremi is een strand in Bandabou, Curaçao, gelegen bij de plaats Lagun in het noordwesten van het eiland. Het strand bestaat deels uit zand, deels uit vulkanisch gesteente. Er zijn geen voorzieningen.
Baya Beach · Blauwbaai · Daaibooi · Grote Knip · Jan Thielbaai* · Kleine Knip · Kokomo Beach · Playa Cas Abao* · Playa Fòrti · Playa Gipy · Playa Jeremi · Playa Kalki · Playa Kanoa · Playa Lagun · Playa Porto Marie · Playa Santa Cruz · Santa Barbara Beach* · Seaquarium Beach*

* privéstranden